# Akialoa lanaiensis
La akialoa de Lanai (Akialoa lanaiensis) es una especie extinta de ave paseriforme de la familia Fringillidae. Era endémica de la isla hawaiana de Lanai, pero parece haber habitado en todas las islas principales del antiguo Maui Nui antes del asentamiento humano.

## Extinción
Era un ave de naturaleza muy frágil y esquiva. Nunca fue encontrada en grandes cantidades y puede haber estado al borde de la extinción cuando llegaron los europeos. La pérdida de la capa del sotobosque por cerdos introducidos fue un gran golpe para las últimas aves de la especie. Para 1892, esta akialoa había desaparecido, y fue la primera de las cuatro especies de akialoa en extinguirse debido a la pérdida de hábitat y las enfermedades introducidas.